# Gail Neall
Gail Neall, née le 2 août 1955 à Sydney, est une nageuse australienne.

## Carrière
Gail Neall remporte la médaille d'or sur 400 mètres quatre nages aux Jeux olympiques d'été de 1972 à Munich. Elle est inscrite à l'International Swimming Hall of Fame en 1996.